# Ł
Ł ، ł یا L ِ سرکش‌دار یکی از حروف الفبای لهستانی، کاشوبی، الفبای لاتین بلاروسی، الفبای لاتین اوکرائینی، سوربی، ویلامووی، ناواخو، چیپه‌ویان، ونتی، تایچو، هوپا، زونی و اینوئیت آلاسکایی است.
یکی از اختصار‌های لایت‌کوین نیز استفاده می‌شود. 
در زبان لهستانی تلفظ Ł شبیه به تلفّظ ِ واو در عربی و تلفظ w در انگلیسی ست.